# Liste mittelalterlicher Landesherrschaften im Gebiet des heutigen Niedersachsens
Dem Welfen Heinrich dem Löwen gelang es am Ende des Stammesherzogtums Sachsen, weite Gebiete des heutigen Niedersachsens in seinen Machtbereich zu bringen. Doch am Rand dieses Gebietes und besonders nach seinem Untergang konnten sich zahlreiche kleine Landesherrschaften teils mehrere Jahrhunderte lang behaupten. Dies waren neben den entsprechenden Mitgliedern des Niederrheinisch-Westfälischen Reichskreises folgende Landesherrschaften:
geistliche Territorien
- Erzstift Bremen
- Erzbistum Mainz
- Hochstift Hildesheim
- Hochstift Minden
- Hochstift Osnabrück
- Hochstift Verden
- Niederstift Münster

weltliche Territorien
- Edelherren von Assel
- Edelherren von Gleichen
- Edelherren von Gittelde
- Edelherren von Hohenbüchen
- Edelherren von Homburg
- Edelherren von Katlenburg
- Edelherren von Scharzfeld
- Edelherren von Winzenburg
- Edelherren von Wrisberg
- Everstein (Adelsgeschlecht)
- Grafen von Spiegelberg
- Grafschaft Dannenberg
- Grafschaft Dassel
- Grafschaft Delmenhorst
- Grafschaft Diepholz
- Grafschaft Hoya
- Grafschaft Northeim
- Grafschaft Oldenburg
- Grafschaft Ostfriesland
- Grafschaft Schaumburg
- Grafschaft Wernigerode
- Grafschaft Wölpe
- Grafschaft Woldenberg
- Hardenberg (Adelsgeschlecht)
- Herrschaft Jever
- Hohnstein (Adelsgeschlecht)
- Land Hadeln
- Plessen
- Reichsstadt Goslar
- Rosdorf (Adelsgeschlecht)

Mit Ausnahme des Hochstifts Hildesheim gingen letztlich alle Gebietsansprüche im welfischen Herzogtum Braunschweig-Lüneburg bzw. im Niedersächsischen Reichskreis auf, soweit sie nicht bereits untereinander verschmolzen waren.
Nach der Reformation blieben die geistlichen Territorien infolge des Augsburger Religionsfriedens katholisch, so dass sich dort bis heute eine katholische Mehrheit erhalten hat (Beispiele: Landkreis Cloppenburg, Landkreis Hildesheim, Untereichsfeld).